# 泰宁世界地质公园
26°52′05″N 117°04′20″E / 26.86806°N 117.07222°E
泰宁世界地质公园位于武夷山脉中段东南侧，主体部分隶属福建省三明市泰宁县。
在原大金湖国家地质公园的基础上，扩大景区范围，于2005年2月11日通过联合国教科文组织的评审，正式升格为泰宁世界地质公园，为第二批世界地质公园。面积492.5平方千米，以丹霞地貌为主体（占252.7平方公里），兼有火山岩、花岗岩构造地貌等多种地质遗迹。
泰宁世界地质公园所在景区原名“金湖国家级风景名胜区”，2008年更名为“泰宁国家级风景名胜区”。
公园分为上清溪、泰宁古城、金湖（原大金湖国家地质公园）、龙王岩-八仙崖、金铙山5个景区。